# 昂格拉尔-德圣弗卢尔
昂格拉尔-德圣弗卢尔（法語：Anglards-de-Saint-Flour，法語發音：[ɑ̃ɡlaʁ də sɛ̃ fluʁ]）是法国康塔尔省的一个市镇，位于该省东部偏南，属于圣弗卢尔区。该市镇总面积12.28平方公里，2009年时的人口为349人。

## 人口
昂格拉尔-德圣弗卢尔人口变化图示
| 数据来源：INSEE |